# Vory
Tavoris Javon Hollins, Jr., mais conhecido como Vory, é um rapper, cantor e compositor norte-americano. Venceu, no Grammy Awards de 2019, a categoria de Melhor Álbum Urban Contemporâneo, por Everything Is Love (2018), de The Carters.